# مارتین هونگلا

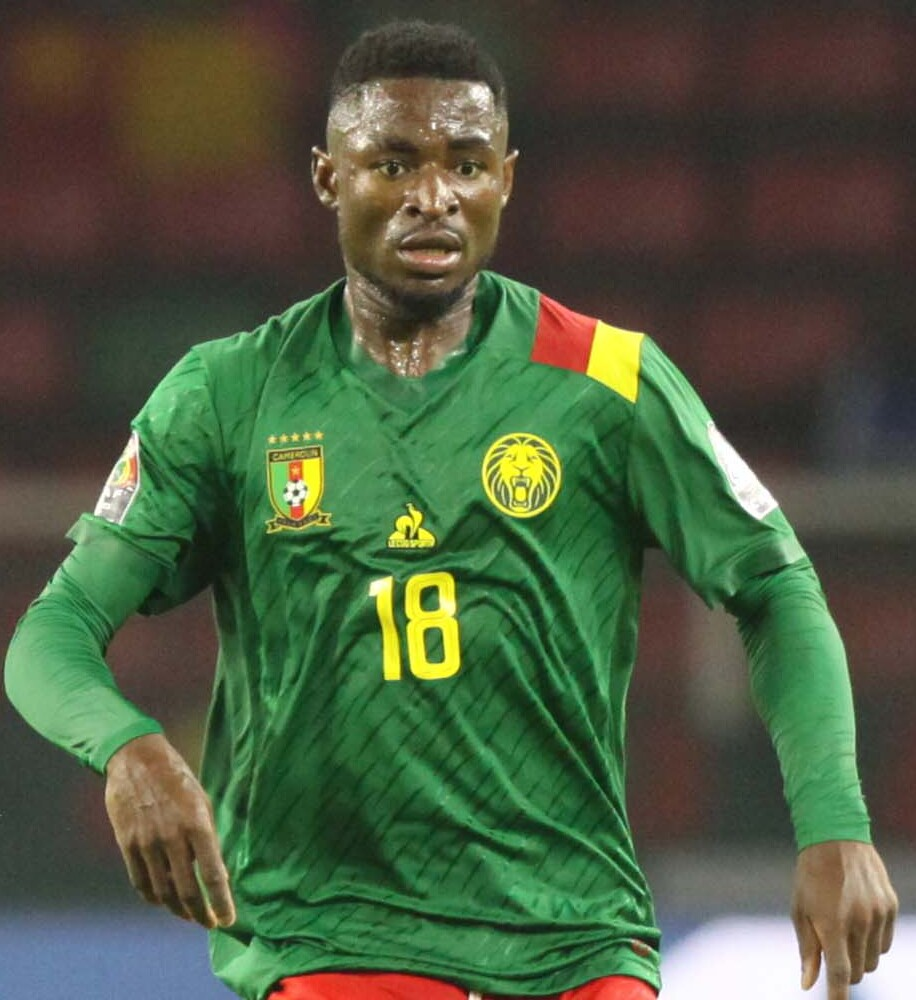
مارتین هونگلا - ۲۰۲۲

مارتین هونگلا (انگلیسی: Martin Hongla؛ زادهٔ ۱۶ مارس ۱۹۹۸) بازیکن فوتبال اهل اسپانیا است.
از باشگاه‌هایی که در آن بازی کرده‌است می‌توان به باشگاه فوتبال هلاس ورونا، باشگاه فوتبال بارسلونا بی، باشگاه فوتبال رویال آنتورپ، باشگاه فوتبال گرانادا، باشگاه فوتبال بارسلونا، و باشگاه فوتبال کارپاتی لویو اشاره کرد.
وی همچنین در تیم ملی فوتبال کامرون بازی کرده‌است.